# パトリク・プレフカ
パトリク・プレフカ（Patryk Plewka 、2000年1月2日 - ）は、ポーランド・リビョンシュ出身のプロサッカー選手。ヴィスワ・クラクフ所属。ポジションは、ミッドフィールダー。

## 経歴
2018年7月にヴィスワ・クラクフのトップチームデビューを果たした。2019年9月2日、スタル・ジェシュフに2019-20シーズン終了までのローン移籍で加入した。